# Кошкин, Евгений Зиновьевич
Евгений Зиновьевич Кошкин (15 октября 1959) — советский и российский футболист, нападающий и полузащитник. Мастер спорта СССР (1988). Сыграл более 360 матчей за дзержинский «Химик».

## Биография
Во взрослом футболе дебютировал в 1977 году во второй лиге в составе дзержинского «Химика». В первенствах СССР провёл за клуб 13 сезонов и сыграл более 300 матчей, все — во второй лиге. В 1988 году ему было присвоено звание мастера спорта СССР.
В 1990—1992 годах играл за «Нарт» (Черкесск) во второй низшей лиге СССР и первой лиге России, сыграл 96 матчей. Затем в течение двух сезонов выступал во второй лиге за тверскую «Волгу», которую тогда возглавлял давний партнёр Кошкина по «Химику» Андрей Сергеев. В конце карьеры снова выступал за «Химик», провёл два сезона в третьей лиге России.
Всего в составе дзержинского «Химика» провёл 15 сезонов в первенствах СССР и России на уровне профессионалов (мастеров), сыграл не менее 363 матчей и забил не менее 61 гола. Является одним из лидеров клуба по числу сыгранных матчей и забитых голов за всю историю.
После завершения спортивной карьеры работал в Дзержинске инструктором по вождению.